# Проект Скуби-Ду
«Проект Скуби-Ду» (англ. The Scooby-Doo Project) — американский анимационно-игровой специальный выпуск мультсериала «Скуби-Ду» к хэллоуину, вышедший в эфир телеканала Cartoon Network 31 октября и 27 ноября 1999 года. Роли героев корпорации «Тайна» озвучили Скотт Иннес, Фрэнк Уэлкер, Мэри Кей Бергман и Би Джей Уорд. 29 октября 2022 года официальная версия эпизода длиной в 9 минут была опубликована на официальном YouTube-канале Cartoon Network.
Спецэпизод является пародией на фильм «Ведьма из Блэр: Курсовая с того света» 1999 года режиссёров Дэниела Мирика и Эдуардо Санчеса. Как следствие, множество элементов, в том числе и сюжет, копируют таковые из ужастика. Корпорация «Тайна» решает задокументировать своё очередное дело и отправляется ночью в лес на поиски чудовища. Короткометражка высмеивала не только фильм ужасов Мирика и Санчеса, но и сценарные тропы мультфильмов о Скуби-Ду. Фильм комбинирует натурные съёмки и рисованную анимацию: главные герои, а также монстр, были анимированы, в то время как остальные персонажи, например, жители города, были сыграны живыми людьми.
«Проект Скуби-Ду» получил положительные оценки от критиков. Журналисты отмечали не только хорошее сочетание анимации и живых съёмок, удачно уложившееся в низкий бюджет эпизода, но и несколько необычный тон повествования в сравнении с другими мультфильмами о Скуби-Ду, однако чрезмерно жуткая атмосфера испугала детей, смотревших ТВ-марафоны, во время которых демонстрировался спецэпизод. Многие обозреватели назвали короткометражный фильм одной из лучших пародий на «Ведьму из Блэр»; её оценил и один из авторов оригинального фильма, Дэниел Мирик. Помимо этого, «Проект Скуби-Ду» был отмечен несколькими наградами, среди которых — премия «Энни».

## Сюжет
В октябре 1999 года четверо подростков и их датский дог пропали в лесу во время съёмок документального фильма.
Годы спустя отснятый ими материал был найден.
Велма представляет каждого члена команды Скуби-Ду, стоящих у Фургончика Тайн, и объясняет, что она записывает документальный фильм о расследовании одной из их тайн. Они ходят по городку вымышленного округа Каспер и опрашивают местных жителей, каждый из которых рассказывает свою версию паранормальных явлений, происходящих в городе. Чуть позже Дафна говорит, что все истории разные и они не сходятся между собой, а Скуби жалуется, что не любит гигантских кошек, на что Дафна начинает ссориться с ним из-за его говора. Когда команда подъезжает к лесу, Шэгги обращает внимание ребят на то, что лес выглядит более «реалистично», чем обычно, что вызывает у него беспокойство. Скуби вторит своему другу, но Фред успокаивает их, настаивая на том, что они повеселятся, и что настала его очередь разоблачить монстра. Команда покидает Фургончик Тайн и входит в лес. Шэгги недоволен, что они всегда разгадывают тайны ночью. Когда они прибывают на лесное кладбище, Шэгги с ужасом узнаёт, что они будут спать поблизости. Камеру берёт другой член команды и снимает Велму, продолжающую свой рассказ о местном проклятье, но её заглушают криками испуганные Шэгги и Скуби, которые не хотят её слушать.
Ночью Велма изо всех сил пытается поставить палатку одновременно продолжая снимать, чтобы ничего не пропустить. Фред говорит ей, что было бы легче поставить палатку убрав камеру из рук. Как только ребята оказываются в палатке, они начинают постепенно ссориться. Фред и Дафна достают спальные мешки, а Шэгги жалуется, что у него вместо подушки есть только камень. Кто-то оставил крошки от закусок в спальном мешке Дафны и она спрашивает кто это сделал, а затем обвиняет Скуби и Шэгги. Шэгги, в свою очередь, обвиняет Фреда, а тот выставляет виновной саму Дафну. Затем Велма с фонариком у лица рассказывает историю о привидениях, но Шэгги прерывает её и говорит, что она лишь пересказывает одно из их старых приключений. Велма робко выключает фонарик. Шэгги, тем временем, рассказывает Скуби обо всей еде, которую он возьмёт с собой в путешествие на Луну, пока не замечает, что Скуби уже уснул. Ночью команда слышит рычание, и Фред предлагает разделиться и отправиться на поиски их источника. Шэгги категорически против, а Дафна умоляет кого-нибудь из друзей выйти из палатки и проверить обстановку за Скуби Снэк. Когда монстр начинает трясти палатку, Фред просит Шэгги и Скуби переодеться хирургами и привязать монстра к операционному столу, а Шэгги удивляется, откуда хирургу взяться в лесу.
На следующее утро Велма находит странные кучки Скуби Снэков недалеко от палатки. Шэгги кричит от ужаса — выясняется, что снэки зачерствели. Он говорит, что не притронется к ним, ибо они, вероятно, прокляты. Однако это не останавливает Скуби, который спокойно начинает их есть. Это заставляет Шэгги передумать и присоединиться к трапезе. Фред начинает искать Фургончик Тайн, а Дафна жалуется на боль в ногах. Велма ехидно замечает, что Дафна сама виновата, надев каблуки на прогулку в лесу. Возмущённая Дафна парирует, что благодаря этому выглядит женственнее, чем Велма. После этой ссоры Велма пытается разобраться в карте, чтобы отыскать фургончик, что вновь вызывает недовольство Дафны, так как та делает это уже на протяжении двух часов. Фред просит Велму дать ему карту. Шэгги смотрит на карту и удивляется, как по ней можно что-то понять — она состоит из двух точек и пунктирной линии между ними. Фред отводит Велму в сторону, чтобы поговорить. Оказывается, что он потерял карту. Они начинают спорить друг с другом, у кого из них она была в последний раз. Шэгги и Скуби признаются, что они съели её вместе с соусом Табаско, так как решили, что она бесполезна. Наступает ночь, Велма теряет очки. Раздражённый Фред кричит, что неоднократно просил её взять себе ремешок для очков, чтобы не терять их. Велма просит помочь, но Фред начинает обвинять ту в манипуляциях и несамостоятельности, при этом направляя камеру на лежащие в траве очки Велмы, которые он нашёл, но не сказал об этом. Шэгги защищает Велму, напоминая своему другу, что у неё проблемы со зрением и без очков она ничего не видит, но Фред отвечает, что ночью темно для всех. Шэгги и Велма начинают ругаться друг с другом из-за их крылатых фраз: «Zoinks» у Шэгги и «Jinkies» у Велмы. Команда теряет Скуби из вида и отчаянно зовёт его, хотя он обнаруживается недалеко позади них.
На утро Фред обнаруживает чьи-то следы, но Велма успокаивает его и показывает, что эти следы на самом деле принадлежат им самим. Шэгги и Скуби начинают волноваться, ибо если Велма права, то это означает, что они ходят кругами. Пытаясь понять, откуда она пришли по следам, Фред просит всех сохранять спокойствие. Велма говорит, что она ведёт себя гораздо спокойнее него, а у Фреда начинается паника. Шэгги и Скуби направляются на кладбище. Скуби хватается за ногу Шэгги, услышав монстра, затем они видят как монстр бежит за надгробиями. Команда возвращается в палатку. Велма просыпается посреди ночи и обнаруживает, что палатка широко распахнута. Она выходит чтобы выяснить, что произошло. Обнаружив, что кто-то копался в их рюкзаках, а вся их еда пропала, Велма начинает паниковать, пока не обнаруживает, что это был Скуби, который ест поблизости. Дафна жалуется Велме, что у них нет еды, нет чистой одежды и что она два дня не красила ногти. Велма пытается успокоить её, после чего девушки слышат вопль монстра в лесу. Поначалу Велма думает, что это снова Скуби, но затем раздаётся голос Скрэппи-Ду. Это заставляет всю команду выбежать из палатки в лес. Велма бежит за Дафной, пытаясь объяснить ей, что этот вопль принадлежал Скрэппи. Дафна отвечает, что знает это и продолжает убегать. После того, как ребята остановились, Дафна и Фред начинают впадать в панику: они обнаруживают, что Дафна случайно порвала своё платье и чулки, а Фред потерял свой любимый галстук. Дафна делает выговор Скуби за свои порванные чулки и жалуется, что у неё нет другой пары. Фред обращает внимание друзей на вновь раздающиеся звуки. Он просит остальных выключить фонарики, а Велма не понимает, как Скрэппи оказался с ними в одном месте. Шэгги спрашивает Скуби, не он ли пригласил Скрэппи, на что получает отрицательный ответ. Велма предполагает, что Скрэппи, должно быть, хочет разгадать тайну за них, так как он любит это делать, но Фред перебивает её и просит замолчать. Услышав шаги, они снова включают фонарики и оказываются лицом к лицу со Скрэппи. Некоторое время они идут по лесу вместе, пока Скрэппи не убегает в сторону раздавшихся воплей монстра.
Команда отслеживает звуки монстра, которые доносились из дома с привидениями посреди леса. Они заходят внутрь, чтобы попросить помощи. Велма находит радиоприёмник и включает его, в надежде услышать по радиопередаче, что местные заметили их пропажу и начали искать их, однако вместо этого начинает играть музыка. Шэгги в ужасе восклицает, что их всегда преследуют, когда играет музыка, и в этот момент появляется монстр и начинает преследовать подростков. Встав посередине коридора, пока остальные убегают от монстра из одной двери в другую, Велма говорит, что ненавидит часть погони с дверями. Затем монстр появляется прямо перед Велмой и она в ужасе начинает спускаться в подвал. Там она находит напуганного Шэгги, который стоит в углу лицом к стене. Внезапно монстр атакует Велму и на этом запись обрывается. Спустя некоторое время команда всё-таки ловит монстра и снимает с него маску. Оказывается, что монстром был один из опрошенных ими жителей, который хотел развлечься в честь Хэллоуина. Все замолкают, когда резко доносится рычание настоящего монстра, поджидающего ребят у окна, после чего запись вновь обрывается. В конце демонстрируется объявление о пропаже всех пятерых членов корпорации «Тайна», а закадровый голос утверждает, что их так никто и не нашёл.

## Актёрский состав
| - Скотт Иннес — Скуби-Ду / Норвилл «Шэгги» Роджерс / Скрэппи-Ду - Би Джей Уорд — Велма Динкли - Фрэнк Уэлкер — Фред Джонс - Мэри Кей Бергман — Дафна Блейк - Энди Макдэниел — первый опрашиваемый, мужчина в кепке - Стюарт Шакли — второй опрашиваемый, мужчина в кепке и с длинной бородой - Лютер Богс — третий опрашиваемый, мужчина в возрасте - Джон Лоус — четвёртый опрашиваемый, мужчина с бородкой - Линда Кэлли — пятая опрашиваемая, женщина в очках | - Никита Семёнов-Прозоровский — Скуби-Ду, Норвилл «Шэгги» Роджерс, второй и третий опрашиваемые - Людмила Ильина — Велма Динкли - Сергей Быстрицкий — Фред Джонс - Ольга Голованова — Дафна Блейк - Андрей Бархударов — Скрэппи-Ду, мужчина под маской монстра - Глеб Гаврилов — первый опрашиваемый, мужчина под маской монстра - Андрей Казанцев — четвёртый опрашиваемый - Нина Тобилевич — пятая опрашиваемая, голос из новостей за кадром - Елена Шульман — пожилая женщина |

### Подбор актёров

Актриса Мэри Кей Бергман, озвучившая Дафну в «Проекте Скуби-Ду». Спецэпизод стал последней её прижизненно выпущенной работой — 11 ноября 1999 года в возрасте 38 лет она совершила самоубийство выстрелом в голову

«Проект Скуби-Ду» сочетает в себе как рисованных анимационных персонажей, чьи роли отыгрывали актёры озвучивания, так и реальных людей, исполняющих роли встречающихся команде жителей городка. Чтобы сэкономить бюджет роли жителей исполнили коллеги по работе режиссёров Криса Келли, Ларри Морриса и Стива Патрика, а также их друзья и родственники. Несколько человек из исполняющих роли жителей городка были нанятыми людьми, которых продюсер Эшли Никсон подобрала в кастинг-агентстве. Одной из них, женщине, что предупреждает Скуби и его друзей держаться подальше от леса, Ларри Моррис лично закрашивал зуб чёрной краской, чтобы сделать её образ более устрашающим. Были задействованы те же актёры озвучивания членов корпорации «Тайна», что и в полнометражном мультфильме режиссёра Джима Стенструма «Скуби-Ду на острове мертвецов», вышедшем 22 сентября 1998 года, — Скотт Иннес, Фрэнк Уэлкер, Мэри Кей Бергман и Би Джей Уорд. Для экономии бюджета и времени записи с актёрами озвучивания проводились по телефону, ещё до начала съёмочного процесса. Далее, готовые записи проигрывались во время съёмок, чтобы соотнести по времени движения камеры с репликами анимированных героев. Для того, чтобы ускорить процесс из-за сжатых сроков, некоторые недостающие реплики были записаны самими создателями во время съёмок.
Официально «Проект» не дублировался на русский язык. Неофициальный дубляж фильм получил 12 января 2023 года, когда блогер Дима «Сыендук» выложил на своём YouTube-канале версию «Проекта Скуби-Ду» с голосами российских актёров, ранее озвучивавших мультфильмы о Скуби-Ду: Никитой Семёновым-Прозоровским, Людмилой Ильиной, Сергеем Быстрицким и Ольгой Головановой. Для создания дубляжа Сыендук обратился за помощью к своему давнему знакомому из группы переводов Good People, с которыми они уже ранее работали над дубляжом аниме-пародии на «Губку Боба» с официальными актёрами озвучивания мультсериала на русский, а релиз перевода был приурочен к выходу мультсериала «Велма» на HBO Max. На прямом эфире актёра дубляжа и блогера Александра Гаврилина Людмила Ильина поведала, что для дубляжа была собрана старая команда актёров озвучивания, среди которых режиссёр дубляжа прошлых мультфильмов о Скуби-Ду Андрей Казанцев и переводчица, его дочь Анастасия Казанцева. Андрей Бархударов вновь озвучил Скрэппи-Ду спустя много лет. Вместо Марии Овчинниковой, озвучивавшей Дафну в старых мультфильмах, была взята Ольга Голованова, что удивило Ильину, которая в своё время работала совместно с Овчинниковой. Велму же изначально должна была озвучивать Нина Тобилевич, однако незадолго до записи она заболела, из-за чего было решено заменить её на Ильину, а сама Тобилевич озвучила несколько второстепенных героинь. В качестве основы был взят расширенный монтаж «Проекта Скуби-Ду» продолжительностью в 19 минут, который больше официального на десять минут но, тем не менее, не содержит в себе некоторые сцены, демонстрировавшиеся во время рекламы.

## Производство
«Проект Скуби-Ду» позиционировался как рекламная кампания для поддержки марафонов мультсериала «Скуби-Ду, где ты!», запланированных телеканалом Cartoon Network к хэллоуину 1999 года. Для того, чтобы удержать внимание зрителей за просмотром старых эпизодов шоу, руководство телеканала планировало создать некий материал, который можно будет транслировать во время блока рекламы между эпизодами. При этом бюджет на этот проект был минимальным. Задача создать такой проект была поставлена трём режиссёрам-аниматорам: Крису Келли, Ларри Моррису, Стиву Патрику, продюсеру Эшли Никсон, а также подразделению Cartoon Network On-Air Promotions. Работая над идеями, в какой-то момент авторы увидели трейлер популярного на тот момент фильма ужасов «Ведьма из Блэр: Курсовая с того света», снятого режиссёрами Дэниелом Мириком и Эдуардо Санчесом, и решили реализовать задуманное в формате пародии на этот хоррор. Фильм вышел в широкий прокат в июле 1999 года и привлёк внимание как зрителей, так и кинокритиков. Взяв идею на вооружение, аниматоры создали короткое видео, где Дафна бежит по лесу, в качестве проверки концепции для руководителей телеканала; их идея пришлась им по душе и они дали согласие на производство «Проекта Скуби-Ду». По-началу создателей беспокоил тот факт, что другие телеканалы также начали делать пародии на «Ведьму из Блэр» в то же самое время, однако в конечном итоге их пародия на фильм была названа одной из лучших. Помимо рекламы самих марафонов в целом, глава канала Бэтти Коэн таким «кроссовером» с «Ведьмой из Блэр» планировала привлечь больше взрослых зрителей, которые на тот момент составляли около трети от общего количества аудитории Cartoon Network. Она рассматривала такую стратегию как способ обогнать по количеству зрителей канал Nickelodeon, на тот момент крупнейший детский телеканал США. «Люди любят мультфильмы, вне зависимости от того, сколько им лет: 6 или 60. Мультфильмы являются замечательной формой эскапизма», — комментировала Коэн в новостной публикации в американских газетах.

Кадр из фильма до и после наложения анимации. За правым плечом Шэгги можно заметить кусочек метки, использовавшейся для обозначения места нахождения рисованных героев на экране

Таким образом, Келли, Моррисс и Патрик решили снять «Проект Скуби-Ду» в стилистике «Ведьмы из Блэр»: вместо рисованной анимации были организованны съёмки на натуре с актёрами, многие из которых были либо сотрудниками телеканала, либо родственниками создателей. Единственным элементом анимации было решено оставить главных героев: Скуби-Ду, Шэгги, Фреда, Велму, Дафну, Скрэппи-Ду и монстра, которые были нарисованы «поверх» отснятого материала. Авторы признавались, что совмещение живых съёмок с анимационными элементами стало для них техническим вызовом. Для того, чтобы аниматоры знали, в каком месте в кадре должны быть нарисованы персонажи, Келли, Моррис и Патрик использовали метки, сделанные из картона и бумаги. В некоторых сценах с использованием фонарика художникам требовался референс освещения, чтобы правильно изобразить персонажей в окружающей их среде, поэтому в таких случаях режиссёры записывали несколько дублей, в одном из которых позировали сами для референса, а в других оставляли пространство свободным, для будущего наложения анимационных вставок. В сцене, где Скуби-Ду подбирает с земли горсть Скуби Снэков была записана с Крисом Кэлли в качестве своеобразного «дублёра»: он подбирал корм своей рукой, поверх которой уже позже была нарисована лапа Скуби. В качестве Скуби Снэков использовался настоящий корм для собак. При этом, так как по сюжету эпизода показанное — это запись с видеокамеры Велмы, главные герои появляются чаще всего лишь на несколько секунд, либо за пределами видимости камеры. При этом анимация осталась «плоской», такой же, как и в оригинальных мультфильмах — чтобы добавить эффект присутствия героев были использованы тени, а также эффекты по типу размытия. Эта концепция позволила создателям выполнить сразу несколько поставленных задач: сделать спецэпизод недорогим в производстве, сэкономив на анимации, сделать его формат удобным для разбиения на короткие сегменты для показа во время рекламы, а также сделать достаточно необычным, чтобы заинтересовать зрителей в дальнейшем просмотре марафона. Вся необходимая анимация с персонажами Скуби-Ду была сделана компанией Primal Screen в Атланте. Из-за низкого бюджета для анимации в том числе использовались уже готовые старые графические материалы, а наложение анимации было осложнено «трясущейся» камерой.
Съёмки фильма начались ещё до выхода «Ведьмы из Блэр» в широкий прокат в июле 1999 года и проходили с июля по сентябрь в четырёх городах штата Джорджия: Атланте, Алфаретте, Смерне и Эллиджее, затем, 7 сентября, несколько сцен были отсняты в Канаде, в городе Торонто. Съёмки сцен с опросом жителей проходили рядом с домом родителей одного из создателей проекта, а сцены в лесу — на заднем дворе бывшего дома Ларри Морисса, в Смирне. Рядом с этим домом находилось кладбище, на котором и были сняты некоторые из сцен фильма. Некоторые из сцен в лесу были сняты вблизи студии Turner в Атланте, другие — в Алфаретте. Съёмки фильма проходили после основной работы аниматоров на телеканале, а запись велась на кассету формата MiniDV. Большая часть материала, снятого ночью в лесу, была записана Ларри Моррисом в одиночку. В последствии, при монтаже в студии Turner, эти видео были обработаны: был добавлен эффект от света фонарика и чёрно-белый фильтр с эффектом потёртой плёнки. Момент, где Велма записывает себя на видео ночью в тенте с фонариком в руках снимался на фоне чёрного картона, на который был направлен фонарик, после чего была добавлена анимация. Больше всего создателем понравилось снимать финал эпизода, где команда находит дом в лесу, в котором за ними начинает гнаться монстр. Однако съёмки этой части фильма были сопряжены с трудностями: не были использованы метки для аниматоров, как в других сценах, из-за чего рисовать персонажей пришлось покадрово, соотнося с движениями камеры. Как говорил один из создателей «в 1999 году это было не так легко сделать». Сам дом принадлежал Ларри Моррису, который когда-то жил в нём, и он посчитал его хорошим местом для съёмок финала: в доме был коридор, хорошо подошедший для съёмки сцены классической погони монстра за командой Скуби, а также подвал, похожий на таковой из «Ведьмы из Блэр». Сцену погони в коридоре было легко снять, благодаря выбранному ракурсу: всё что нужно было делать режиссёрам, это просто открывать одну дверь в нужный момент, когда из неё должны были выбегать анимационные персонажи. Когда речь зашла о том, кто будет стоять в углу подвала в сцене, пародирующей концовку «Ведьмы из Блэр», создали сразу решили, что это будет Шэгги. В конечный вариант монтажа не вошли несколько сцен, отснятых в закусочной недалеко от Эллиджея.
Затем съёмочная группа отправилась в Канаду, чтобы отснять сцены с Фургончиком Тайн. В отличие от Скуби-Ду и его друзей, Фургончик Тайн, который команда использует почти во всех мультфильмах франшизы, был настоящим, а не анимированным: во время съёмок «Проекта Скуби-Ду» он находился в промо-туре в Торонто, поэтому съёмочной команде пришлось отправиться туда, чтобы отснять весь необходимый материал. По словам Криса Кэлли и Эшли Никсон, из-за цен на бензин для них было куда дешевле полететь в Канаду, чем отвезти Фургончик обратно в США — обычно, в то время как её не использовали, машина хранилась в Лос-Анджелесе, штат Калифорния. Момент, где машина была огорожена полицейской лентой команда снимала по очереди. Последней была снята сцена с пресс-конференцией полиции относительно пропажи членов корпорации «Тайна», в последствии она использовалась для рекламы марафона. Она была снята в комнате для совещаний студии рядом со столовой посередине рабочего дня. Сведение записанного материала проходило на студии Turner в Атланте.

## Выход
Короткие сегменты спецэпизода демонстрировались во время перерывов на рекламу при проведении трёх марафонов по «Скуби-Ду» в честь хэллоуина 1999 года на телеканале Cartoon Network. Первый марафон был посвящён шоу «Скуби-Ду, где ты!» и длился с 23 октября по 24 октября; второй, прошедший 30 октября, демонстрировал полнометражные мультфильмы по Скуби-Ду («Скуби-Ду и ночи Шахерезады», «Скуби-Ду встречает Братьев Бу», «Скуби-Ду и упорный оборотень», «Скуби-Ду и Школа вампиров» и «Скуби-Ду на острове мертвецов»); третий и финальный — эпизоды шоу «Скуби и Скрэппи-Ду», шедшие в эфире 31 октября. В конце концов, после окончания марафона 31 октября 1999 года «Проект Скуби-Ду» был показан полностью, однако многие сцены, присутствовавшие в рекламных перерывах (например с полицией, исследующей место пропажи корпорации «Тайна»), не были добавлены в конечный монтаж и таким образом хронометраж эпизода составил всего около десяти минут. Полностью фильм был показан во второй и последний раз сразу после телевизионной премьеры полнометражного мультфильма «Скуби-Ду и призрак ведьмы» 27 ноября 1999 года. После этого весь созданный для проекта материал был записан на несколько DVD со всеми рекламными проектами для Cartoon Network того времени для хранения внутри компании.
Несмотря на успешный показ как марафона, так и самого эпизода, Cartoon Network не повторяло показ спецэпизода и официально не выпускало его, из-за чего фильм долгое время считался утерянным. В СМИ выдвигались предположения, что причиной отсутствия официального релиза после вещания могли стать проблемы с авторскими правами, из-за того, что эпизод представлял собой пародию на «Ведьму из Блэр», либо слишком мрачный тон для детского телешоу. 29 октября 2022 года «Проект Скуби-Ду» был опубликован на официальном YouTube-канале Cartoon Network. Эта версия эпизода была сокращена до 10 минут (помимо прочего, были вырезаны все сцены с участием Скрэппи-Ду), а название изменено на «Скуби-Ду: Проект „Ведьма из Блэр“». Это стало первым официальным релизом фильма через цифровую дистрибуцию. 12 января 2023 года, к выходу спин-оффа HBO Max «Велма», российский блогер Дмитрий «Сыендук» выложил на своём канале «Проект Скуби-Ду» в дубляже на русский язык с голосами актёров дубляжа оригинального мультфильма.

## Восприятие

Кадр из концовки «Проекта Скуби-Ду» с объявлением о пропаже подростков стал одним из элементов спецэпизода, напугавшим юных зрителей

После появления первых отрывков «Проекта Скуби-Ду» во время рекламы, он привлёк внимание одного из создателей фильма «Ведьма из Блэр», режиссёра Дэниела Мирика, позвонившего в Cartoon Network и поблагодарившего Келли, Патрика и Морриса за внимание к своей работе. Он положительно отозвался о пародии и посчитал, что сеттинги «Ведьмы из Блэр» и «Скуби-Ду» хорошо сочетаются друг с другом. Он признался, что давно является поклонником мультфильмов о корпорации «Тайна» и попросил создателей предоставить ему 30-минутную копию «Проекта Скуби-Ду» для личного просмотра. Несмотря на свою успешность, более жуткая атмосфера «Проекта Скуби-Ду», резко отличающаяся от привычных мультфильмов о похождениях корпорации «Тайна», испугала многих детей, смотревших марафон.
Пол Ле из Bloody Disgusting включил «Проект Скуби-Ду» в список «10 фильмов и эпизодов „Скуби-Ду“, идеальных для хэллоуина». Крис Морган в статье для журнала Paste отметил, что «Проект Скуби-Ду» схож по своей концепции на типичное шоу производства телевизионного блока Adult Swim, хоть спецэпизод и вышел ещё за два года до его основания. Исходя из этого он выразил мнение, что успех спецэпизода мог послужить одной из причин создания Adult Swim. По состоянию на 11 февраля 2023 года версия «Проекта Скуби-Ду», опубликованная на YouTube-канале Cartoon Network, набрала 555 тысяч просмотров, а дублированная версия спецэпизода продолжительностью в 19 минут на канале Сыендука — 947 тысяч просмотров.

### Рецензии англоязычной прессы
«Проект Скуби-Ду» получил почти единогласно положительные оценки от журналистов. Кинокритик Ким Ньюман отметил, что этот спецэпизод был одной из немногих пародий на «Ведьму из Блэр», которые оказались довольно забавными. Джонатан Баркан, представляющий сайт Bloody Disgusting, согласился с Ньюманом и также нашёл «Проект Скуби-Ду» «чертовски забавным». Он отметил, как шутки в фильме построены не только на высмеивании «Ведьмы из Блэр», но и сюжетных тропов самих мультфильмов о Скуби-Ду. Баркан выразил мнение, что короткометражка является замечательным примером того, как глуп и смешон иногда может быть жанр ужасов, и посчитал фильм идеальным хоррором для детей, ибо, по мнению критика, благодаря нему дети смогут научиться не воспринимать страшное «на 100 % всерьёз». Крис Морган, журналист издания Paste, назвал «Проект Скуби-Ду» увлекательным фильмом с эстетической точки зрения, хоть и не лишённым минусов: небольшого количества шуток и ощущения затянутости, даже для хронометража в 11 минут.
Расти Блейзенхофф из сайта Boing Boing назвал фильм «жемчужиной из 1999 года». Спенсер Войлс из журнала The Journal удивился появлению пародии на «Ведьму из Блэр» в рамках мультфильмов о Скуби-Ду: «один из лучших мультиков во всём мире имел пародию на фильм с рейтингом R». Он назвал фильм «странным и жутким эпизодом, вселявшим страх в сердца детей, надеявшихся провести день за просмотром классических мультфильмов». Под конец рецензии он посоветовал читателям ознакомиться с фильмом, назвав его достойным. Обозреватель журнала RVA Magazine Джон Донеган посчитал, что успех спецэпизода заключался в том, что он сдвинул границы для детских телешоу, и что «при правильном [отсутствии] освещения [фильм] был действительно страшным». Он похвалил создателей за качество фильма и отметил, что несмотря на присутствие комедийных элементов, «Проект Скуби-Ду» всё равно вызывает чувство тревожности даже у взрослого человека.

### Награды
Лауреат премии «Энни» в категории «Выдающееся достижение в специальном анимационном проекте», а также премий «International Monitor Award», «Golden Marble» и «Promax Gold Award».
| Год  | Премия                        | Категория                                                  | Номинант          | Результат |
| ---- | ----------------------------- | ---------------------------------------------------------- | ----------------- | --------- |
| 2000 | «Энни»                        | «Выдающееся достижение в специальном анимационном проекте» | «Проект Скуби-Ду» | Победа    |
| 2000 | «International Monitor Award» | «Лучшее достижение»                                        | «Проект Скуби-Ду» | Победа    |
| 2000 | «Golden Marble»               | «Лучшее достижение и лучшая кампания в целом»              | «Проект Скуби-Ду» | Победа    |